# Nantucket Inlet
Das Nantucket Inlet (in Argentinien und Chile Ensenada Nantucket) ist eine vereiste, etwa 22 km lange und bis zu 10 km breite Bucht an der Lassiter-Küste des Palmerlands auf der Antarktischen Halbinsel. Sie liegt in nordwest-südöstlicher Ausrichtung zwischen der Smith-Halbinsel und der Bowman-Halbinsel.
Wissenschaftler der United States Antarctic Service Expedition (1939–1941) entdeckten sie bei einem Flug von der East Base auf der Stonington-Insel am 30. Dezember 1940. Benannt ist sie nach der Insel Nantucket vor der Küste des US-Bundesstaats Massachusetts, die im 19. Jahrhundert eine Hochburg des Walfangs in Neuengland war.